# Taftia prodeniae
Taftia prodeniae är en stekelart som beskrevs av William Harris Ashmead 1904. Taftia prodeniae ingår i släktet Taftia och familjen sköldlussteklar.
Artens utbredningsområde är:
- Bangladesh.
- Filippinerna.

Inga underarter finns listade i Catalogue of Life.